# Lista över nedlagda svenska järnvägar
Nedlagda järnvägar är sådana som inte har någon trafik (turisttrafik med dressin kan förekomma). I många fall är banorna upprivna. 
Flera av banorna har haft olika namn i olika tider. Det är ofta svårt att skilja mellan banors namn och deras historiska trafikbolags namn, vilket blir problematiskt när ett bolag som är intimt förknippat med den bana som varit dess ursprungliga senare har också tagit över också en eller flera andra och kanske fått ett eget nät. Järnvägssträckningar i listan kan således ha haft andra namn varpå man kan ifrågasätta vilket som är mest "rätt". Banorna är angivna med namn och spårvidd.
- Anneberg-Ormaryds Järnväg, 600 mm
- Askersund-Skyllberg-Lerbäcks Järnväg, 891 mm
- Borgholm-Böda Järnväg, 891 mm
- Borås-Ulricehamns Järnväg, 1435 mm med senare förlängning till Jönköping.
- Bredsjö-Degerfors Järnväg, 802 mm
- Bredsjö-Grängens Järnväg, 802 mm
- Bredåkra–Tingsryds Järnväg, 1067 mm
- Byvalla-Långshyttans Järnväg, 891 mm
- Bånghammar–Klotens Järnväg, 1435 mm
- Börringe–Östratorps Järnväg, 1435 mm
- Dal-Västra Värmlands Järnväg, 1435 mm, på sträckan Bengtsfors - Arvika.
- Dala-Ockelbo-Norrsundets Järnväg, 891 mm
- Dalkarlsbergs Järnväg, 802 mm
- Dannemora-Hargs Järnväg, 891 mm (Knaby - Ramhäll; Risinge - Norvällen; Lövstabruk - Normon)
- Dellenbanan, 1435 mm, Ljusdal - Hudiksvall
- Eksjö-Österbymo Järnväg, 891 mm
- Eslöv-Hörby Järnväg, 1435 mm
- Falkenbergs Järnväg, 891 mm
- Falun-Rättvik-Mora Järnväg, 1435 mm, (Senare en del av Gefle-Dala Jernvägs huvudlinje) på sträckan Grycksbo-Rättvik
- Faringe-Gimo Järnväg, 891 mm
- Fegen–Ätrans Järnväg
- Gotlands Järnväg, 891 mm
- Falun-Västerdalarnes Järnväg, 1435 mm, på sträckan Falun - Repbäcken. Repbäcken - Björbo är idag en del av Västerdalbanan.
- Falköping - Landeryd / Västra Centralbanan, 1435 mm
- Garphyttan–Latorpsbruk Järnväg, 600 mm
- Gärds Härads Järnväg, 1435 mm
- Gruvgården-Fors järnväg, 1435 mm
- Göteborg-Särö Järnväg / Säröbanan, 1435 mm
- Halmstad-Bolmen Järnväg, 1067 mm
- Hedebanan Sveg-Hede, 1435 mm
- Hjo-Stenstorps Järnväg, 891 mm
- Hvetlanda-Sävsjö Järnväg, 891 mm
- Hällefors-Fredriksbergs Järnvägar, 802 mm
- Hönshylte-Kvarnamåla Järnväg, 1067 mm
- Höör-Hörby Järnväg, 1435 mm
- Inlandsbanan, 1435 mm på sträckan Persberg-Mora
- Jörn-Arvidsjaur, 1435 mm
- Jädraås–Ockelbo Järnväg, 891 mm
- Kalmar-Torsås Järnväg, 891 mm
- Karlshamn-Vislanda Järnväg, 1067 mm
- Morjärv-Karungi-Haparanda, 1435 mm (Gamla sträckningen av Haparandabanan)
- Järnvägslinjen Kattarp–Höganäs, 1435 mm (Del av Skåne–Hallands Järnväg.)
- Kimstad-Norrköpings Järnväg, 891 mm
- Kinds Härads Järnväg, 1435 mm
- Kimstad-Norrköpings Järnväg, 891 mm, (senare en del av Norra Östergötlands Järnvägar)
- Klintehamn-Roma Järnväg, 891 mm
- Klippan–Röstånga Järnväg, 1435 mm, med senare förlängning till Eslöv.
- Köping-Uttersberg-Riddarhyttans Järnväg, 1093 mm
- Lilla Björnmossen–Tallås Järnväg, 891 mm
- Linghed–Vintjärn Järnväg, 891 mm
- Ljungbyholm–Karlslunda Järnväg, 891 mm
- Lund-Bjärreds Järnväg, 1435 mm
- Lund-Revinge Järnväg, 1435 mm
- Lund-Trelleborgs Järnväg, 1435 mm
- Lysekilsbanan, 1435 mm
- Malma–Haggårdens Järnväg, 600 mm
- Matfors-Vattjoms Järnväg, 1067 och 1435 mm
- Mellersta Östergötlands Järnväg, 891 mm, (Linköping - Fågelsta; Linköping - Ringstorp; Fornåsa - Motala; Klockrike - Borensberg)
- Mjölby-Hästholmens Järnväg, 1435 mm
- Möllebanan, 1435 mm
- Nora Bergslags Järnväg, 1435 mm delar (delar återstår som Nora Bergslags Veteran-Jernväg)
- Nora-Ervalla Järnväg, 1435 mm (återstår som Nora Bergslags Veteran-Jernväg)
- Nora-Karlskoga Järnväg, 1435 mm (mindre delar återstår som Nora Bergslags Veteran-Jernväg)
- Norra Hälsinglands Järnväg, 891 mm (Vattrångsby - Hudiksvall)
- Norra Östergötlands Järnvägar, Pålsboda - Örebro, 891 mm
- Norrköpings-Söderköping-Vikbolandets Järnväg, 891 mm
- Norsholm–Västervik–Hultsfreds Järnvägar, 891 mm, på sträckan Norsholm - Åtvidaberg
- Norra Södermanlands Järnväg, 1435 mm, större delen återstår
- Pålsboda-Finspångs Järnväg, 891 mm, (senare en del av Norra Östergötlands Järnvägar)
- Ronehamn–Hemse Järnväg, 891 mm
- Ruda-Oskarshamns Järnväg, 891 mm
- Ruda–Älghults Järnväg, 891 mm
- Sala-Gysinge-Gävle Järnväg, 1435 mm
- Järnvägslinjen Sandbäck–Olofström, 1067 mm (Del av Blekinge kustbanor.)
- Sikås-Hammerdal Inlandsbanan, 1435 mm
- Skara-Timmersdala Järnväg, 891 mm
- Skövde-Axvalls Järnväg, 891 mm
- Slite-Roma Järnväg, 891 mm
- Stavsjö Järnväg, 600 mm
- Stockholm-Västerås-Bergslagens Järnvägars, 1435 mm, linjeavsnitt Tillberga - Ramnäs och Ludvika - Björbo. (Namnen på banorna som tillhört SWB har skiftat genom åren; Kolbäck - Ramnäs - Ludvika heter idag Bergslagspendeln.)
- Storå-Stråssa Järnväg, 1435 mm
- Striberg-Grängens Järnväg, 802 mm
- Svartåbanan / Örebro-Svartå Järnväg, 1435 mm
- Sydvästra Gotlands Järnväg, 891 mm
- Säröbanan / Göteborg-Särö Järnväg, 1435 mm
- Södra Ölands Järnväg, 891 mm
- Järnvägslinjen Sölvesborg–Hörviken, 1067 mm (Del av Blekinge kustbanor.)
- Trelleborg-Rydsgårds Järnväg, 1435 mm
- Trollhättan-Nossebro Järnväg, 891 mm
- Uddevalla-Lelångens Järnväg, 891 mm
- Uppsala-Enköpings Järnväg, 1435 mm
- Vadstena-Fågelsta Järnväg, 891 mm (senare en del av Mellersta Östergötlands Järnväg)
- Varberg-Ätrans Järnväg, 1435 mm
- Vellinge-Skanör-Falsterbo Järnväg, 1435 mm
- Hvetlanda-Sävsjö Järnväg, 891 mm
- Hvetlanda-Målilla Järnväg, 891 mm
- Vetlanda Järnvägar, 891 mm
- Vikern-Möckelns Järnväg, 802 mm
- Vintjärn-Lilla Björnmossens Järnväg, 891 mm
- Visby–Visborgsslätt–Bjärs Järnväg, 891 mm
- Vislanda-Bolmens Järnväg, 1067 mm
- Väderstad-Skänninge-Bränninge Järnväg, 891 mm
- Västerdalbanan på sträckan Malung - Särna.
- Västergötland-Göteborgs Järnvägar, Västgötabanan, 891 mm, (två korta museibanor kvar, i övrigt upprivet)
- Västervik–Åtvidaberg–Bersbo Järnväg, 891 mm (bandelen Västervik-Åtvidaberg ingår i Tjustbanan, breddat till normalspår)
- Västra Centralbanan / Falköping - Landeryd, 1435 mm
- Västra Klagstorp-Tygelsjö Järnväg, 1435 mm
- Växjö-Åseda-Hultsfreds Järnväg 891 mm (upprivet Växjö-Åseda, turisttrafik och dressintrafik på delar av kvarvarande sträcka.)
- Växjö-Tingsryds Järnväg, 1067 mm
- Ystad–Brösarps Järnväg, 1435  mm (Se även Skånska Järnvägar.)
- Ystad-Skivarps Järnväg, 1435 mm
- Åg–Vintjärns Järnväg, 891 mm
- Ängelholm-Klippans Järnväg, 1435 mm
- Ölands Järnvägar, 891 mm
- Örebro-Svartå Järnväg / Svartåbanan, 1435 mm
- Östra Blekinge Järnväg, 1067 mm
- Östra Smålands Järnväg, 891 mm
- Östra Värends Järnväg, 891 mm